# Такер (Мисисипи)
Такер (енгл. Tucker) насељено је место без административног статуса у америчкој савезној држави Мисисипи.

## Демографија
По попису из 2010. године број становника је 662, што је 128 (24,0%) становника више него 2000. године.
| Група             | 2000.     | 2010.     |
| Белци             | 32 (6,0%) | 21 (3,2%) |
| Афроамериканци    | 1 (0,2%)  | 8 (1,2%)  |
| Азијати           | 0 (0,0%)  | 0 (0,0%)  |
| Хиспаноамериканци | 3 (0,6%)  | 10 (1,5%) |
| Укупно            | 534       | 662       |